# Sulzfeld am Main

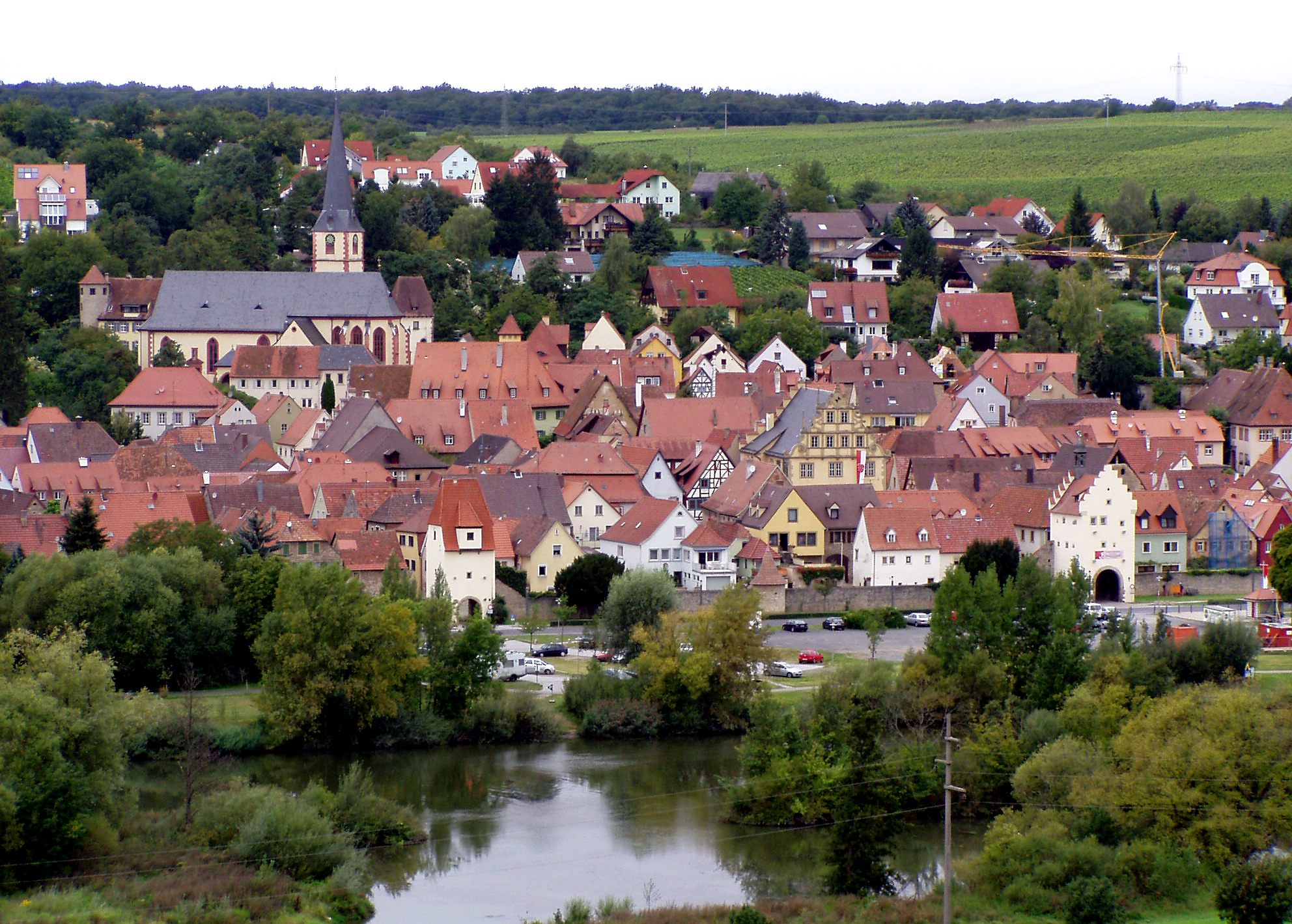
Sulzfeld am Main

Sulzfeld am Main is een plaats in de Duitse deelstaat Beieren, en maakt deel uit van het Landkreis Kitzingen. Van het dorp zijn de omwalling, met 21 torens, en het middeleeuwse hart vrijwel ongeschonden bewaard is gebleven.
Sulzfeld am Main telt 1.246 inwoners.
Abtswind ·
Albertshofen ·
Biebelried ·
Buchbrunn ·
Castell ·
Dettelbach ·
Geiselwind ·
Großlangheim ·
Iphofen ·
Kitzingen ·
Kleinlangheim ·
Mainbernheim ·
Mainstockheim ·
Markt Einersheim ·
Marktbreit ·
Marktsteft ·
Martinsheim ·
Nordheim am Main ·
Obernbreit ·
Prichsenstadt ·
Rödelsee ·
Rüdenhausen ·
Schwarzach am Main ·
Segnitz ·
Seinsheim ·
Sommerach ·
Sulzfeld am Main ·
Volkach ·
Wiesenbronn ·
Wiesentheid ·
Willanzheim